# Petr Pravec
Petr Pravec (nacido el 17 de septiembre de 1967 en Třinec) es un astrónomo checo. Es un prolífico descubridor de asteroides binarios usando estudios fotométricos de curvas de luz. Lidera el esfuerzo de un gran consorcio de estaciones llamado BinAst, para observar la multiplicidad de los ACTs y las poblaciones interiores del cinturón de asteroides. Ha descubierto 289 asteroides, 112 solo y 177 conjuntamente con otros astrónomos.
Es miembro de la Academia de la Ciencias de la República Checa, y el asteroide (4790) Petrpravec está nombrado en su honor.